# Penisola di Onega
La penisola di Onega (in russo Онежский полуостров, Onežskij poluostrov?) si trova nella parte settentrionale della Russia europea, nell'Oblast' di Arcangelo; si affaccia sul mar Bianco a sud della penisola di Kola. 
La penisola separa la baia dell'Onega dalla baia della Dvina. A nord- ovest della punta della penisola si trovano le isole Soloveckie e, a pochi chilometri di distanza, l'isola Žižginskij. La penisola è lunga circa 150 km ed è larga tra i 60 e i 75 km. Prevalentemente pianeggiante, il suo massimo rilievo è di 202 m. È solcata da molti corsi d'acqua e disseminata di laghi.
Nel 2013, è stato creato sulla penisola il parco nazionale "Onega Pomorie" (Национальный парк Онежское Поморье) che copre 201 668 ettari.